# Spiritiops
Spiritiops is een geslacht van haften (Ephemeroptera) uit de familie Baetidae.

## Soorten
Het geslacht Spiritiops omvat de volgende soorten:
- Spiritiops silvudus
- Spiritiops tepuiensis